# Japanische Meisterschaften im Skispringen 2020
Die 99. japanischen Meisterschaften im Skispringen fanden am 24. und 25. Oktober 2020 in Hakuba auf den Hakuba-Schanzen (K 90 / HS 98 und K 120 / HS 131) statt. Am ersten Wettkampftag wurden die Wettbewerbe von der Normalschanze abgehalten, welche von Yukiya Satō und Sara Takanashi gewonnen wurden. Tags darauf gewann Yukiya Satō auch das Meisterschaftsspringen von der Großschanze. Zwar trugen die Frauen ebenso ein Wettbewerb von der Großschanze aus, doch wurde dieser nicht als Meisterschaftsspringen gewertet, sondern war Teil des nationalen SBC-Pokals. Den Wettbewerb gewann Sara Takanashi vor Yūki Itō und Nozomi Maruyama.

## Ergebnisse

### Frauen
An den japanischen Meisterschaften der Frauen sollten 36 Athletinnen aus 30 verschiedenen Vereinen teilnehmen, doch gingen deren zwei nicht an den Start. Mit dem weitesten Sprung des Tages auf 94,5 Meter legte die Weltcup-Rekordsiegerin Sara Takanashi bereits im ersten Durchgang den Grundstein für ihren Sieg. Der erste Durchgang wurde von der Startluke 20 durchgeführt, ehe im zweiten Durchgang der Anlauf um zwei Luken verkürzt wurde.
| Platz | Name            | Zugehörigkeit          | Weite 1 | Weite 2 | Punkte |
| ----- | --------------- | ---------------------- | ------- | ------- | ------ |
| 01.   | Sara Takanashi  | Kuraray Ski Team       | 094,5 m | 093,0 m | 231,5  |
| 02.   | Yūki Itō        | Tsuchiya Home Ski Team | 092,5 m | 093,0 m | 226,8  |
| 03.   | Nozomi Maruyama | Meiji-Universität      | 087,5 m | 091,0 m | 208,3  |
| 04.   | Yuka Kobayashi  | Chintai Ski Club       | 077,5 m | 093,5 m | 187,0  |
| 05.   | Yuna Kasai      | Sapporo High School    | 082,0 m | 089,5 m | 184,0  |
| 06.   | Yūka Setō       | Hokkaido HT AC         | 082,5 m | 082,5 m | 182,3  |
| 07.   | Haruka Iwasa    | Ōbayashi-gumi Ski Team | 079,5 m | 086,0 m | 174,1  |
| 08.   | Anju Nakamura   | Tōkai-Universität      | 082,5 m | 079,0 m | 170,6  |
| 09.   | Kaori Iwabuchi  | Kitano Construction SC | 079,5 m | 081,5 m | 161,4  |
| 10.   | Ringo Miyajima  | Hakuba High School     | 073,0 m | 080,5 m | 160,7  |

### Männer

#### Normalschanze
Die japanischen Meisterschaften der Männer von der Normalschanze fanden am Samstag, dem 24. Oktober 2020 statt. Am Wettbewerb nahmen 41 Athleten von 17 verschiedenen Skiclubs teil. Mit der Schanzenrekordweite von 101 Metern und deutlichem Vorsprung gewann Yukiya Satō den Meistertitel. Die große Enttäuschung des Wettbewerbs war die Leistung des Favoriten Ryōyū Kobayashi, der mit Weiten von 89 und 91,5 Meter 34 Punkte hinter dem Sieger zurückblieb. Auch der 48-jährige Noriaki Kasai konnte sich mit Rang 16 nicht für das Weltcup-Team empfehlen.
| Platz | Name               | Zugehörigkeit          | Weite 1 | Weite 2 | Punkte |
| ----- | ------------------ | ---------------------- | ------- | ------- | ------ |
| 01.   | Yukiya Satō        | Megmilk Snow Brand ST  | 097,0 m | 101,0 m | 255,2  |
| 02.   | Junshirō Kobayashi | Megmilk Snow Brand ST  | 098,5 m | 100,5 m | 247,0  |
| 03.   | Daiki Itō          | Megmilk Snow Brand ST  | 094,5 m | 097,5 m | 243,5  |
| 04.   | Keiichi Satō       | Megmilk Snow Brand ST  | 094,5 m | 097,0 m | 242,1  |
| 05.   | Yūken Iwasa        | Tokyo Bisou Group SC   | 094,0 m | 099,5 m | 237,2  |
| 06.   | Ryōyū Kobayashi    | Tsuchiya Home Ski Team | 089,0 m | 091,5 m | 221,4  |
| 07.   | Shinnosuke Fujita  | Tōkai-Universität      | 096,0 m | 085,0 m | 218,5  |
| 07.   | Ren Nikaidō        | Tōkai-Universität      | 093,5 m | 091,0 m | 218,5  |
| 09.   | Naoki Nakamura     | Sapporo Ski Club       | 090,5 m | 088,5 m | 214,6  |
| 10.   | Minato Mabuchi     | Akita Xerox            | 088,5 m | 090,0 m | 214,2  |
| 10.   | Shō Suzuki         | Minakami Ski Club      | 090,0 m | 095,5 m | 214,2  |

#### Großschanze
Die japanischen Meisterschaften der Männer von der Großschanze fanden am Sonntag, dem 25. Oktober 2020 statt. Wie bereits am Vortag belegten Yukiya Satō, Daiki Itō und Junshirō Kobayashi die Medaillenränge. Zwar verringerte Ryōyū Kobayashi seinen Abstand zur Spitze, verlor in der Endabrechnung aber sogar einen Platz.
| Platz | Name               | Zugehörigkeit           | Weite 1 | Weite 2 | Punkte |
| ----- | ------------------ | ----------------------- | ------- | ------- | ------ |
| 01.   | Yukiya Satō        | Megmilk Snow Brand ST   | 129,0 m | 127,5 m | 279,2  |
| 02.   | Daiki Itō          | Megmilk Snow Brand ST   | 123,5 m | 130,0 m | 274,7  |
| 03.   | Junshirō Kobayashi | Megmilk Snow Brand ST   | 127,0 m | 127,0 m | 273,9  |
| 04.   | Keiichi Satō       | Megmilk Snow Brand ST   | 128,5 m | 122,5 m | 270,4  |
| 05.   | Yūken Iwasa        | Tokyo Bisou Group SC    | 121,5 m | 126,5 m | 267,4  |
| 06.   | Naoki Nakamura     | Sapporo Ski Club        | 126,5 m | 126,0 m | 263,7  |
| 07.   | Ryōyū Kobayashi    | Tsuchiya Home Ski Team  | 122,5 m | 125,0 m | 261,9  |
| 08.   | Tomofumi Naitō     | Ski Association of Koga | 130,5 m | 122,0 m | 250,6  |
| 09.   | Noriaki Kasai      | Tsuchiya Home Ski Team  | 119,5 m | 122,5 m | 249,0  |
| 10.   | Ren Nikaidō        | Tōkai-Universität       | 128,5 m | 119,5 m | 236,0  |